# Casque SPECTRA
Le casque SPECTRA ou casque de combat CGF Gallet est le casque balistique anciennement en dotation dans l'armée française, il a également été adopté par les armées de plusieurs autres pays. Créé par CGF Gallet (le producteur du casque F1 pour les pompiers), il pèse 1,4 kg, est disponible en deux tailles et est fait de fibres Spectra, produites sous licence Honeywell. Le casque SPECTRA est capable d'arrêter des éclats d'obus de 1,1 g se déplaçant à 680 m/s, ce qui représente une amélioration de 80 % par rapport au casque modèle 1978 qu'il remplace. Il est désormais très largement remplacé par les casques MSA gallet TC F modèle 2005 ou par les casques gallet félin.

## Historique
Le casque SPECTRA est le résultat d'études menées en 1990 et visant à la conception du casque pour l'armée de terre française des années 2000. En 1992, le conflit en ex-Yougoslavie mit un grand nombre de casques bleus français en contact avec des adversaires bien entraînés et bien équipés, notamment des tireurs embusqués pendant le siège de Sarajevo, où une protection plus efficace que celle du casque Modèle 1978 se révéla nécessaire. L'armée demanda une étude d'urgence pour le nouveau casque, et des tests furent réalisés, qui conduisirent au choix de la fibre Dyneema. Gallet conçut un modèle basé sur le casque PASGT (« Fritz ») utilisé par l'armée de terre des États-Unis, et produisit une première série de 5 000 unités immédiatement mises à la disposition des Casques bleus dans l'ex-Yougoslavie. Ces premiers modèles étaient de couleur bleue, teintés dans la masse. Plus tard, les modèles ont été teintés en vert OTAN. Ils ont progressivement équipé toutes les troupes françaises, avec une priorité donnée aux unités en mission à l'étranger.

## Description

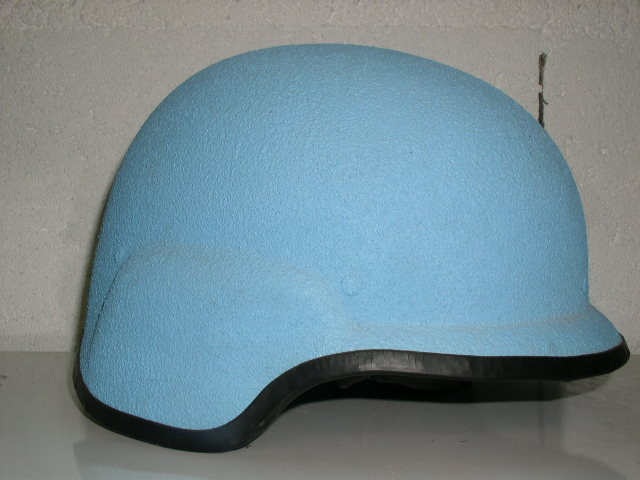
Les premiers modèles ont été fabriqués pour les opérations des forces de maintien de la paix des Nations unies, et étaient teintés en bleu dans la masse

Le casque est fabriqué à partir de fibres Spectra. Il n'est pas pare-balles. Il s'agit d'un casque résistant aux éclats et à une déformation maximale de 20 mm à la suite de l'impact d'une balle de 8 g de calibre 9 mm FMJ (Full Metal Jacket) ayant une vitesse à l'impact se situant entre 390 et 420 m/s. Il a une résistance aux fragments en conformité avec la norme OTAN (STANAG) 2920, mini V50, qui est de 640 m/s. La résistance aux chocs d'impact est conforme à la norme EN397, qui est une norme pour les casques de protection dans l'industrie.
Le casque peut être porté avec des oreillettes et un système radio individuel. D'autres équipements, comme la vision de nuit, peuvent être ajoutés. Le matériel de combat de l'infanterie nouvelle de l'armée française, le système Félin est en partie basée sur le développement du casque SPECTRA.

## Modèles
La désignation officielle du casque CGF Gallet est Série 8320 casque de combat TC "D" et ils sont fabriqués dans trois tailles :
- 008320-MDV
- 008320-VKL
- 008320-VKXL

Le «V» signifie "vert". "M", "L", "XL" est la taille.
Le casque est également disponible sans la visière pour faciliter l'utilisation des équipements de vision nocturne, et avec une protection supplémentaire pour les forces de l'ordre.

## Taille
Au Danemark, les désignations officielles "M", "L" et "XL" sont généralement appelées Petit, Moyen et Grand.
Tour de tête :
- M: 55.0 – 57,5 cm
- L: 57.5 – 60,5 cm
- XL: 60.5 – 64,0 cm

## Variantes

### Variante danoise
Au Danemark, il est désigné sous le nom de casque M/96, vert.
Au début des années 1990, l'armée danoise a commencé à chercher un remplaçant à l'ancien casque américain M1 appelé casque acier M/46, qui avait été le casque standard au Danemark depuis la Seconde Guerre mondiale.

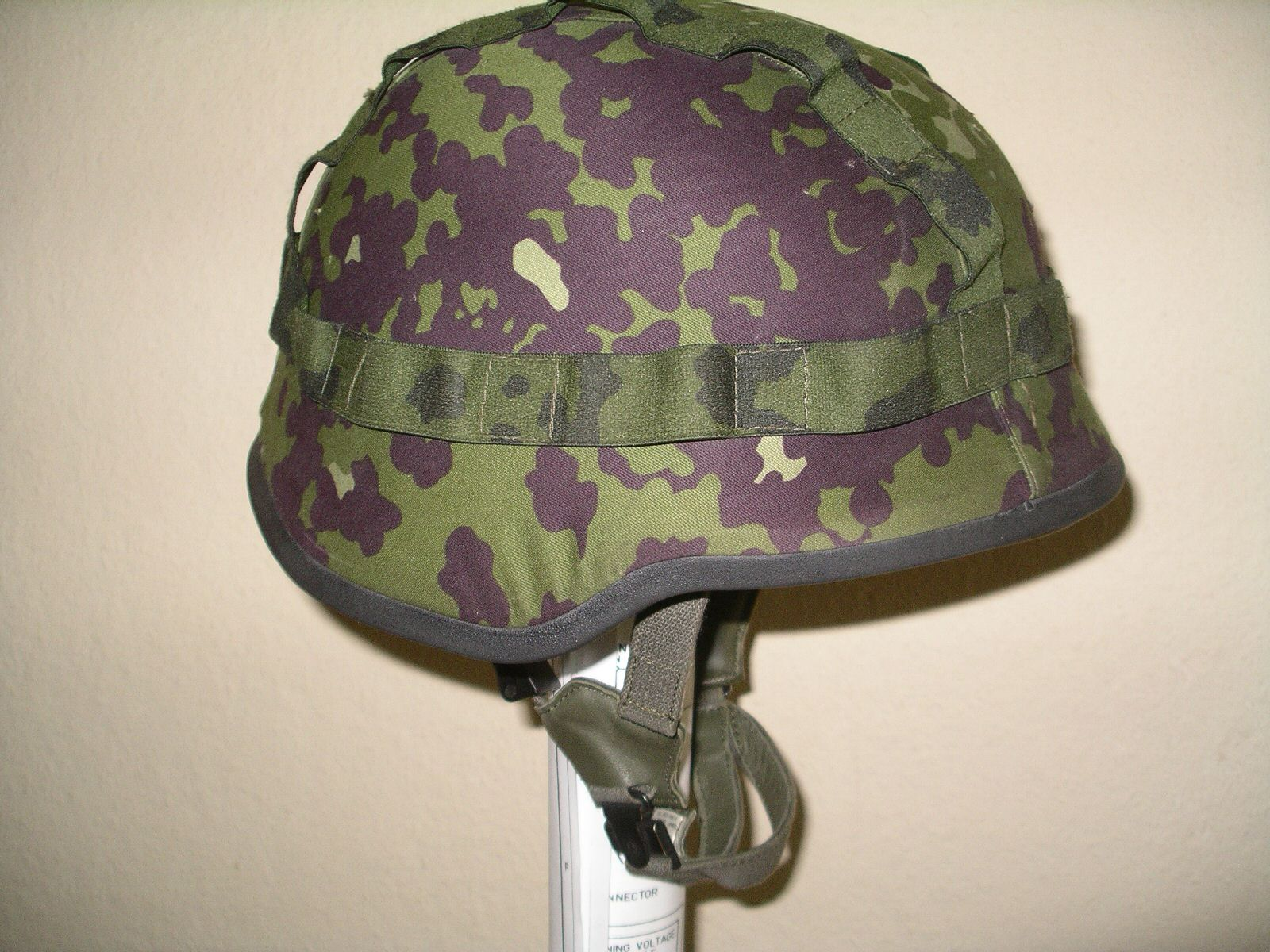
Casque danois avec le couvre-casque standard

Le couvre-casque amovible permet de changer le type du camouflage. Ainsi, l'armée danoise utilise trois couvre-casques différents :
- Couvre-casque "version Dk". Une première version produite sans doute au Danemark. Presque identique à la version 900076 de CGF Gallet mais sans le rebord en caoutchouc, au lieu de quoi il dispose d'un cordon pour le tenir serré. Les boucles des lacets sur le dessus du casque sont parfois assez grosses. Motif de camouflage M/84. Encore en usage dans certains endroits jusqu'en 1998-1999.

- Couvre-casque M/96. Série 900076-VSxx (x = XL, L, M) de Gallet CGF. Il s'agit de la couverture standard de l'armée danoise. Motif de camouflage M/84 avec un grand caoutchouc pour le tenir serré sur le casque. Fabriqué dans le même tissu que l'uniforme de combat M/84 (67 % coton et 33 % polyester).

- Couvre-casque M/03. Série 501814-JJxx (x = XL, L, M) de MSA Gallet. Avec motif de camouflage du désert M/99 et d'un grand caoutchouc pour le tenir serré sur le casque. Fabriqué dans le même tissu que l'uniforme Desert M/03 (90 % coton et 10 % polyester)

### Variante canadienne
Les forces canadiennes ont adopté le SPECTRA avec quelques modifications. Le casque CG634 a été introduit en 1997 en remplacement des vieux casques M1. Les forces canadiennes ont testé le PASGT (Personnel Armor System for Ground Troops) dans les années 1990 avant d'adopter la version française. La version canadienne est faite par Barrday de l'Ontario (versions d'essai) et GSI (Gallet Sécurité Internationale) à Saint-Romuald, au Québec.

## Galerie

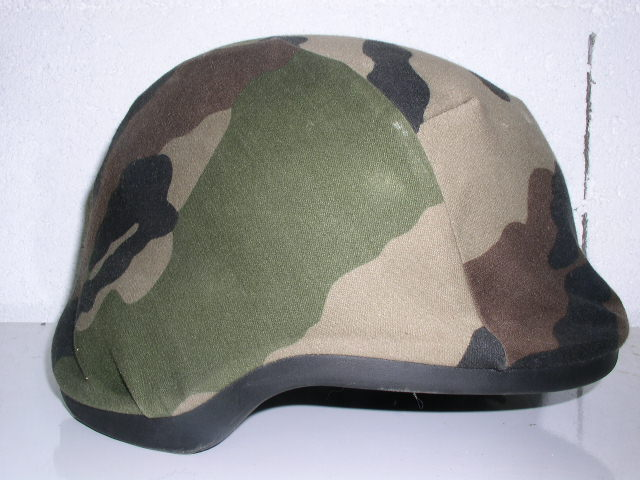
Casque Spectra avec le camouflage Europe centrale de l'Armée de terre française
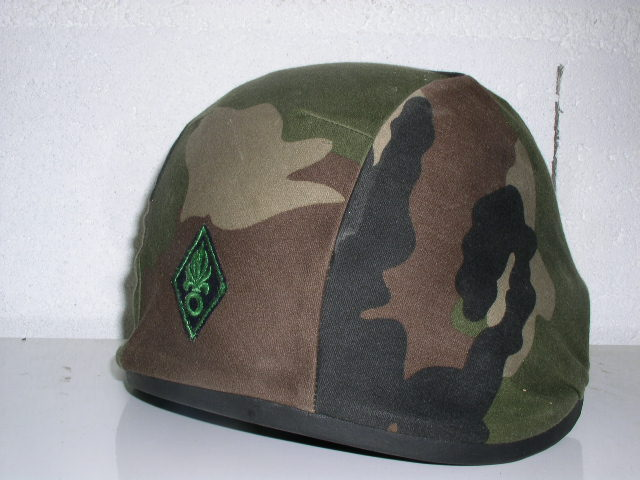
Casque Spectra, vu de l'arrière, avec les insignes de la Légion étrangère
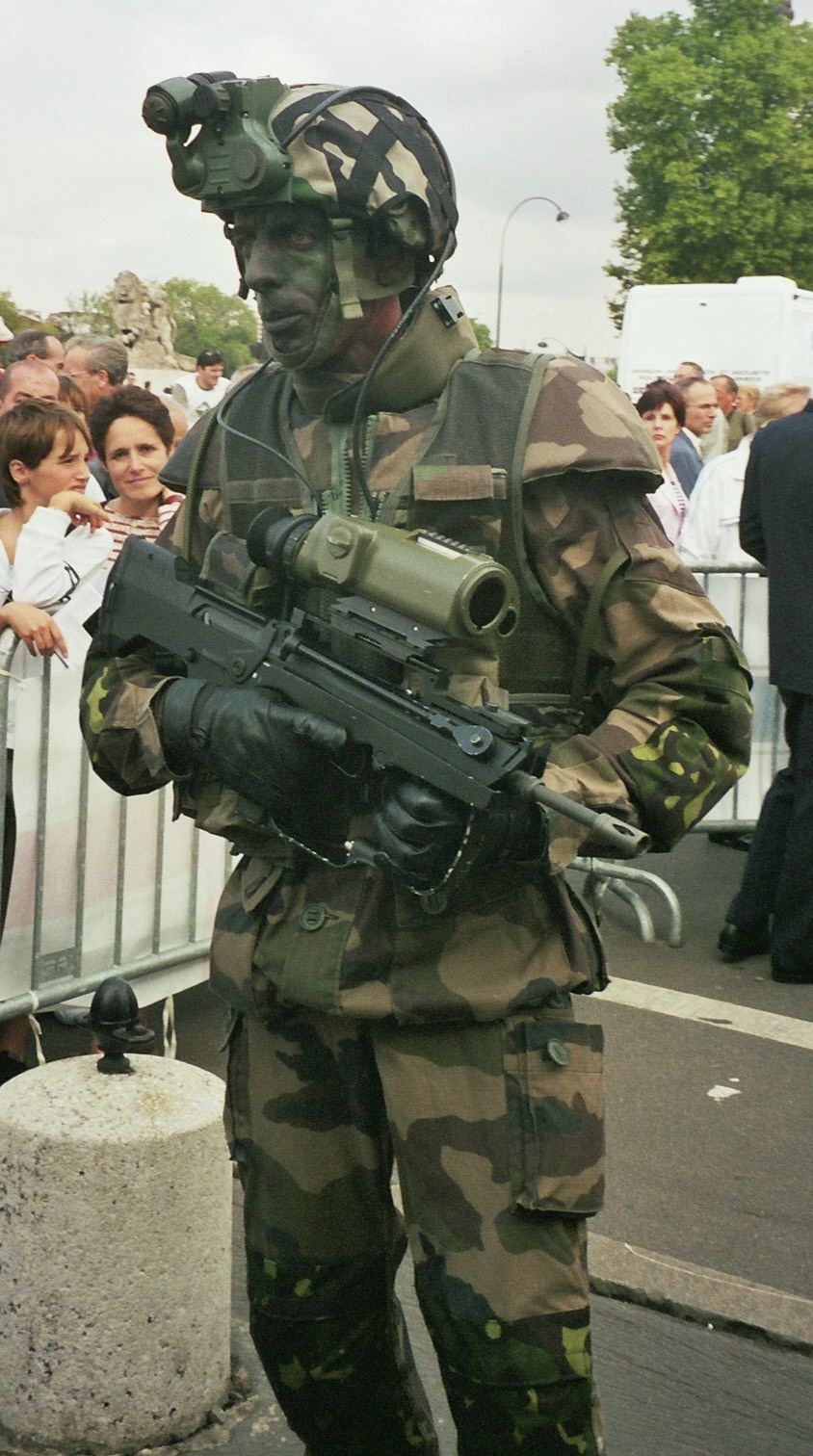
Casque Spectra avec les équipements électroniques du système Félin
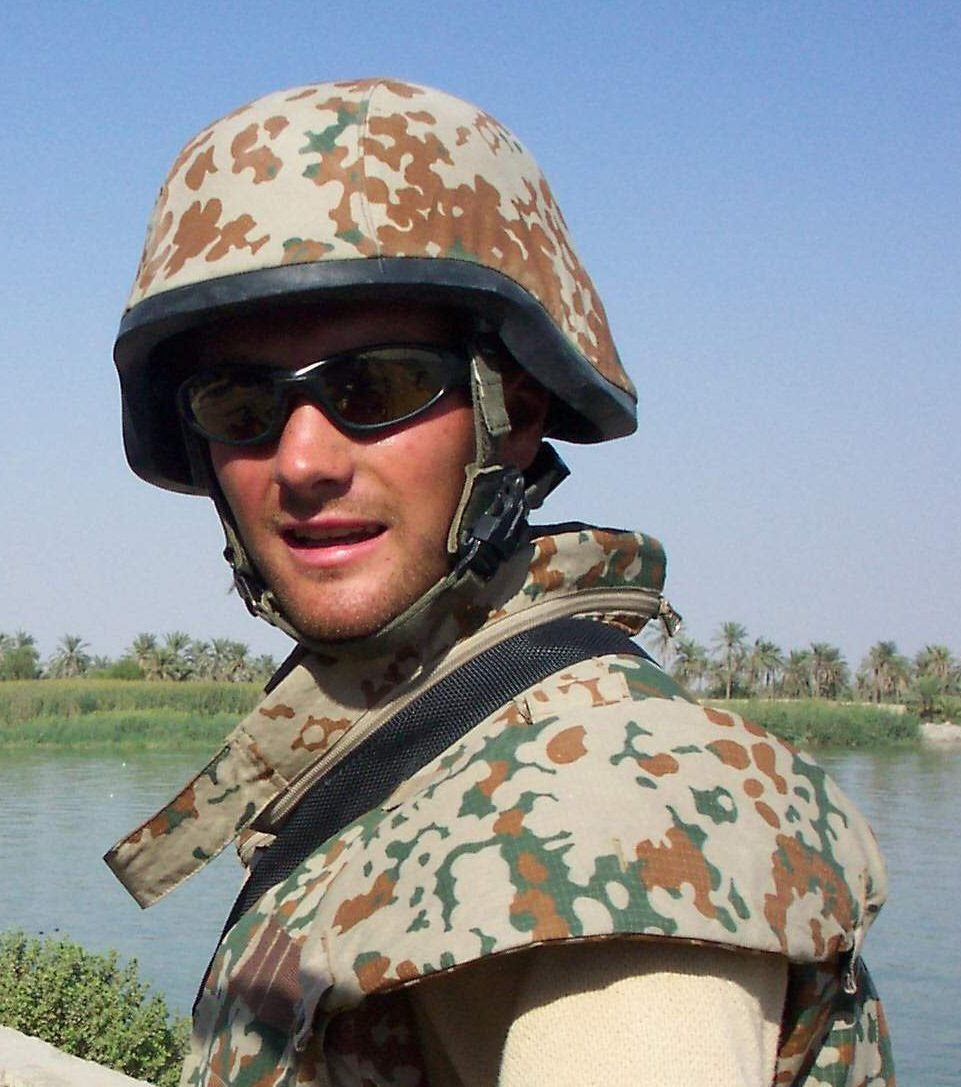
Casque Spectra utilisé par les militaires danois lors des opérations en Irak
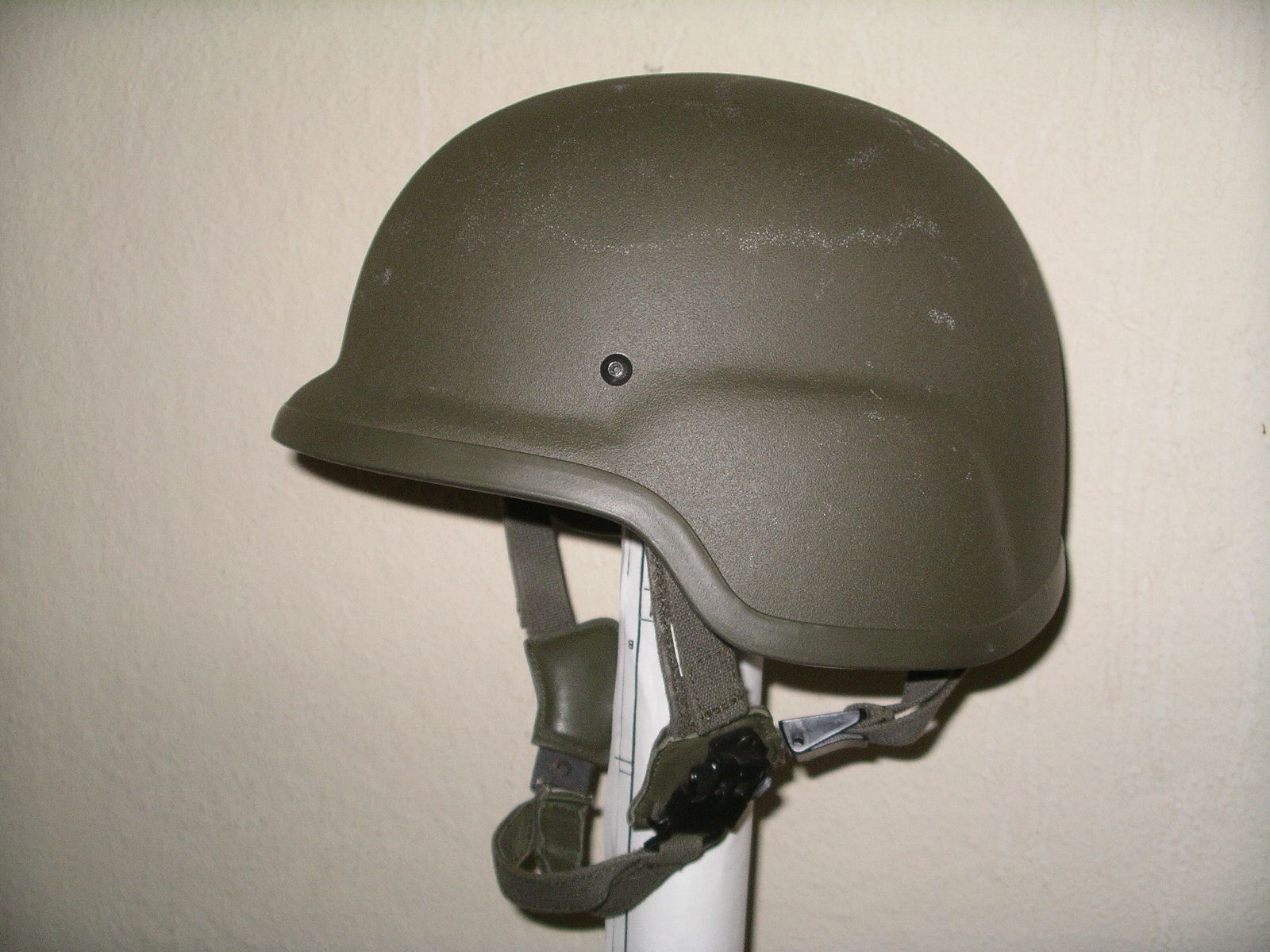
Casque de combat CGF Gallet TC "Denmark". Désigné Casque, M/96, vert au Danemark
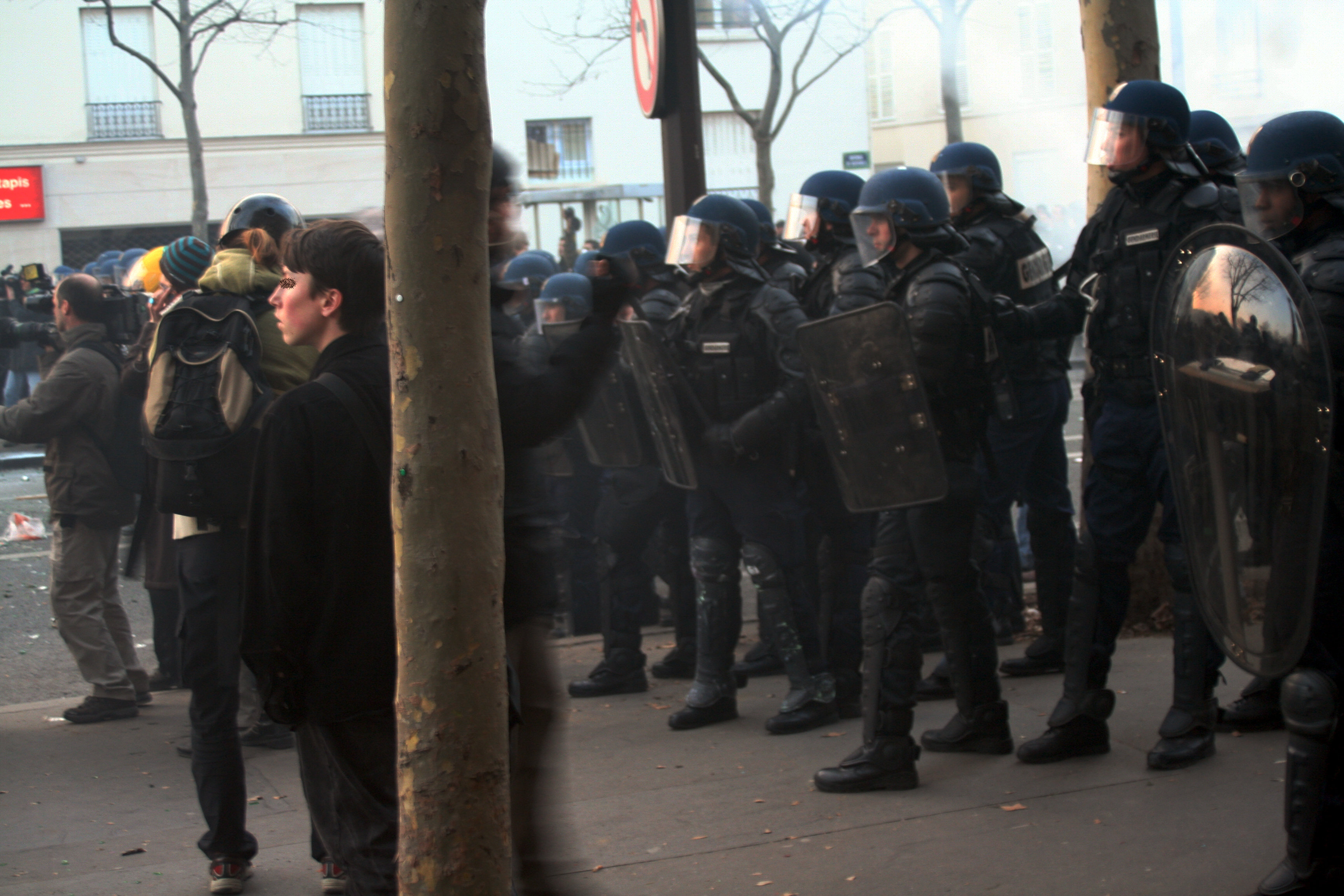
Version anti émeute de la Gendarmerie mobile.
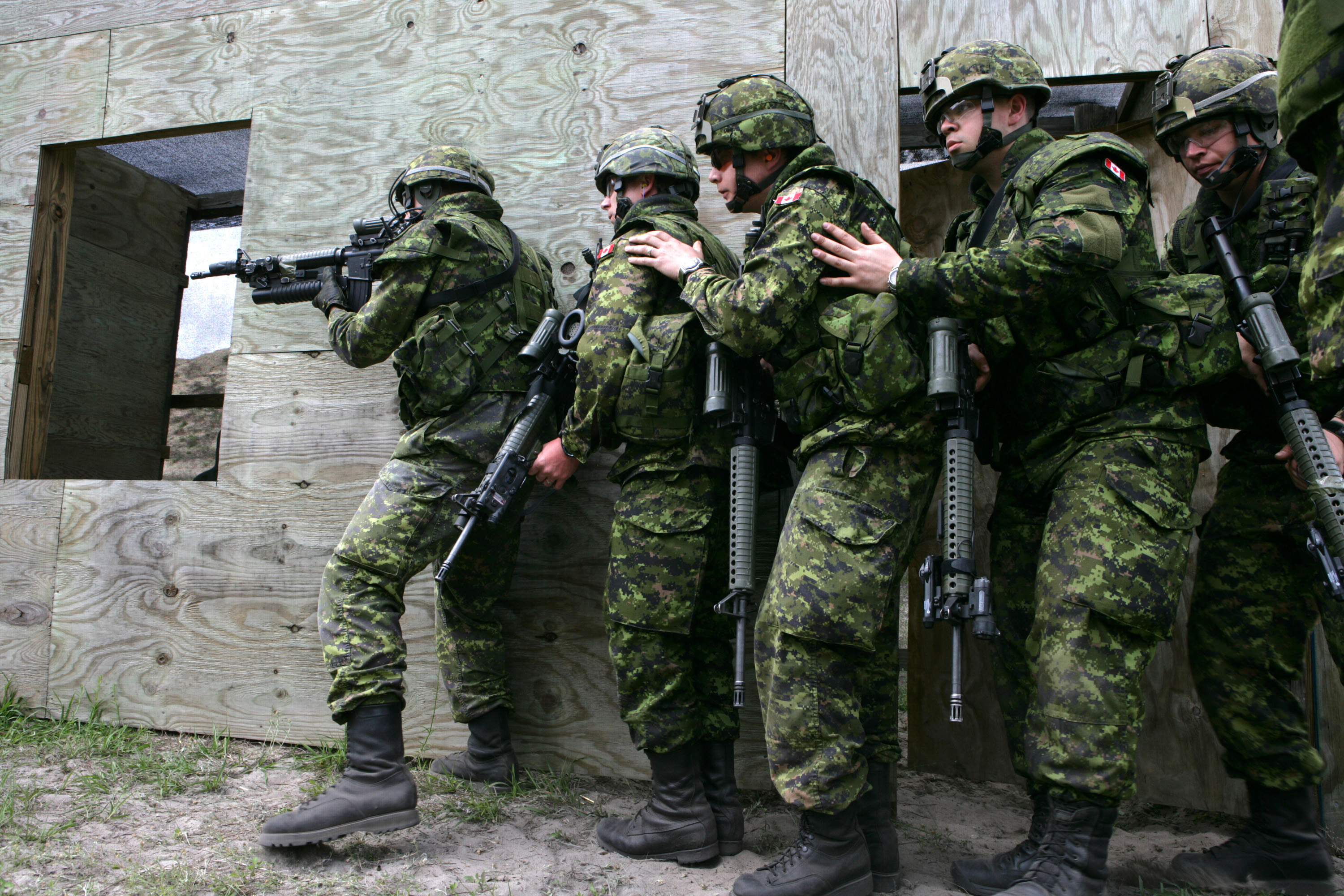
Le Royal 22e Régiment à l'entrainement à la guerre urbaine.

## Utilisateurs
- France
- Canada - version modifiée disposant d'une protection balistique renforcée, connu sous la dénomination CG634
- Danemark - casque M/96, vert
- Ukraine- livraisons danoise et françaises en 2014
- Maroc